# O-Acetylpsilocin
O-Acetylpsilocin (auch als Psilacetin bekannt, 4-Acetoxy-DMT oder 4-AcO-DMT) ist eine synthetisch hergestellte psychotrope Droge und wurde von David Nichols als eine potenziell nützliche Alternative zu Psilocybin für pharmakologische Studien vorgeschlagen. Von beiden wird angenommen, Prodrugs von Psilocin zu sein. Allerdings berichten einige Benutzer, dass die subjektiven Wirkungen sich von denen von Psilocybin und Psilocin unterscheiden. Es handelt sich um die acetylierte Form des in Pilzen der Gattung Psilocybe vorkommenden Alkaloids Psilocin und außerdem ein niederes Homolog von 4-AcO-MET, 4-AcO-DET, 4-AcO-MiPT und 4-AcO-DIPT.

## Geschichte
O-Acetylpsilocin und mehrere andere Ester von Psilocin wurden am 16. Januar 1963 durch die Sandoz AG von Albert Hofmann und Franz Troxler patentiert. Trotz dieser Tatsache bleibt Psilacetin ein Psychedelikum mit einer begrenzten Nutzungsgeschichte. Es wird angenommen, dass es ein Prodrug für Psilocin ist – wie Psilocybin, welches natürlicherweise in verschiedenen Pilzen der Gattung Psilocybe auftritt. Psilacetin ist O-acetyliertes Psilocin, während Psilocybin O-phosphoryliert ist.

## Darstellung
O-Acetylpsilocin kann durch Acetylierung von Psilocin unter alkalischen oder stark sauren Bedingungen erhalten werden. O-Acetylpsilocin ist beständiger als Psilocin gegen Oxidation unter basischen Bedingungen aufgrund seiner Acetoxygruppe.

## Pharmakologie
Im Körper wird O-Acetylpsilocin von Deacetylasen / Acetyltransferasen durch einen First-Pass-Effekt und bei anschließenden Durchgängen durch die Leber zu Psilocin deacetyliert (offensichtlich ist Psilacetin auch über parenterale Wege wirksam). Durch seinen Wettbewerb um die Deacetylase-Enzyme bewirkt es einen spürbaren Verlust der zellulären Wärmeerzeugungskapazität bei Dosen zwischen 0,4 und 0,8 mmol.

## Rechtslage
O-Acetylpsilocin ist in Großbritannien laut Misuse of Drugs Act 1971 illegal. In Italien ist es illegal, weil es ein Ester einer verbotenen Substanz ist. In Deutschland unterliegt es, als Ester von Psilocin, ebenfalls dem BtMG.